# Podotenus insignior
Podotenus insignior är en skalbaggsart som beskrevs av Blackburn 1904. Podotenus insignior ingår i släktet Podotenus och familjen Aphodiidae. Inga underarter finns listade i Catalogue of Life.